# Voiturettes Huascar
Voiturettes Huascar war ein französischer Hersteller von Automobilen.

## Unternehmensgeschichte
Marcel Violet gründete 1930 das Unternehmen in Courbevoie als Nachfolgeunternehmen der Société Sylla und begann mit der Produktion von Automobilen. Der Markenname lautete Huascar. Im Oktober 1930 wurden Fahrzeuge auf dem Pariser Automobilsalon präsentiert. 1931 endete die Produktion.

## Fahrzeuge
Das einzige Modell war ein Kleinwagen und basierte auf dem Modell von Sylla. Für den Antrieb sorgte ein Zweizylinder-Zweitaktmotor mit 625 cm³ Hubraum. Das Getriebe verfügte über zwei Gänge.